# Tephrina wehrlii
Tephrina wehrlii là một loài bướm đêm trong họ Geometridae.